# يونس عبد علي
يونس عبد علي (1 أغسطس 1968 -) هو لاعب كرة قدم عراقي، لعب في الدوري العراقي لأندية الشرطة والقوة الجوية.

## مسيرته
بدأ لاعباً في صفوف أشبال نادي الشرطة عام 1979–1980 ليلفت أنظار المدربين إليه سريعاً، ويرحل إلى فريق ناشئة النادي نفسه بعد موسم واحد وتحديداً موسم 1981 لينتقل بعدها إلى فريق شباب نادي الشرطة 1982، ويساهم في إحراز بطولة دوري الشباب بالفوز على شباب الزوراء 3-1 سجل منها هدفين في ختام البطولة ويتمكن من إحراز لقب هداف دوري الشباب برصيد 23 هدفا خلال 14 مباراة. موسم 1982-1983 شهد الانطلاقة الحقيقة حين انتقل إلى صفوف الفريق الأول ويمثل الفريق لمدة موسمين.
لينتقل بعدها إلى نادي الرشيد موسم 1985-1986 ويمثله لمدة 5 مواسم متتالية ليساهم معه في الحصول على بطولة الدوري العراقي 3 مرات وبطولة الكأس مرتين.
كذلك الحصول على المركز الأول مع نادي الرشيد صاحب الفانيلة الصفراء في بطولة الاندية العربية في تونس.
- إحراز وصافة الاندية الأسيوية مع الرشيد في بنغلاديش.
- موسم 1990-1991 العودة لصفوف نادي الشرطة ومثله لغاية موسم 1996 –1997.
- موسم 1997 لغاية 1999 مثل نادي القوة الجوية.
- موسم 1999 – 2000 مثل نادي الدفاع الجوي.

اختتم مسيرته بمباراة اعتزالية أمام نادي الجيش ضمن منافسات الدوري العراقي في مباراة احتفالية بسيطة عام 2001.

## مسيرته مع المنتخب
مثل عبد علي المنتخبات الوطنية ابتداء من منتخب ناشئة العراق 1984 في بطولة نهائيات آسيا. حيث مثل منتخب الناشئين في بطولة فنلندا والسويد وأحرز معهما المركز الأول في البطولتين فضلاً على حصد لقب هداف المنتخب بالمشاركتين. وفي عام 1985 مثل منتخب الشباب في بطولة نادي الوحدات الكروية واستطاع إحراز لقب البطولة. ومثل منتخب الشباب في تصفيات شباب اسيا 1987 في المالديف واحرز لقب هداف التصفيات. ومثل منتخب الشباب في نهائيات آسيا للشباب في الدوحة وأحرز لقب البطولة مع احرازه للقب هداف نهائيات آسيا. ومثل المنتخب الأولمبي العراقي في تصفيات أولمبياد سيئول عام 1987 بمشاركة منتخبات (قطر – الكويت – الإمارات). وشارك مع المنتخب في نهائيات أولمبياد سيئول 1988 في كوريا الجنوبية وضمت مجموعتنا (غواتيمالا – إيطاليا – زامبيا). استدعي لتشكيلة المنتخب الوطني الذي يستعد لنهائيات كأس العالم 1986 و شارك في المعسكرات التدريبية وعدد من المباريات التجريبية. خاض عدداً من المباريات الدولية الودية الرسمية مع المنتخب الوطني من عام 1986 ولغاية عام 1992. أول مباراة دولية له مع المنتخب الوطني كانت أمام المنتخب السوداني في السودان. شارك مع المنتخب العراقي الوطني الفائز بكأس العرب في الأردن 1988 التي أحرز لقبها المنتخب العراقي الوطني على حساب المنتخب السوري بفارق ضربات الجزاء الترجيحية. وشارك مع المنتخب الوطني في بطولة الصداقة والسلام 1989 الدولية في الكويت وأحرز المركز الأول في البطولة.
بلغ عدد المشاركات مع المنتخبات الوطنية منذ عام 1984 ولغاية عام 1992 كالآتي:
- منتخب الناشئين = 16 مباراة
- منتخب الشباب = 22 مباراة
- المنتخب الأولمبي = 11 مباراة
- المنتخب الوطني = 24 مباراة

## ألقاب شخصية
- هداف دوري الشباب العراقي 23 هدفا.
- هداف تصفيات آسيا في المالديف 1987.
- هداف نهائيات شباب آسيا في الدوحة 1988.
- هداف الدوري العراقي لموسم 1993 – 1994 برقم قياسي في تاريخ الكرة العراقية (36) هدفاً لم يكسر إلى الآن.

وصيف هداف الدوري العراقي لأكثر من أربعة مواسم
إحراز لقب الدوري العراقي الممتاز مع نادي الرشيد 3 مرات متتالية (1988,1987 ,1989)

## وصلات خارجية
- يونس عبد علي على موقع أوليمبيديا (الإنجليزية)